# Collegio plurinominale Sicilia 2 - 03 (2020)
Il collegio elettorale plurinominale Sicilia 2 - 03 è un collegio elettorale plurinominale della Repubblica italiana per l'elezione della Camera dei deputati.

## Territorio
Come previsto dalla legge n. 51 del 27 maggio 2019, il collegio è stato definito tramite decreto legislativo all'interno della circoscrizione Sicilia 2.
Il collegio comprende la zona definita dai due collegi uninominali Sicilia 2 - 01 (Ragusa) e Sicilia 2 - 04 (Siracusa) quindi il territorio delle province di Ragusa e Siracusa, il comune di Niscemi (Caltanissetta) e parte meridionale del territorio della città metropolitana di Catania (15 comuni).

## XIX legislatura

### Risultati elettorali
- Dati relativi a 917 sezioni su 930.

|                               | Fratelli d'Italia                                       | 73 760  | 22,41 | 1 | 133 064 | 40,42 | 2 |  |  |
|                               | Forza Italia                                            | 34 772  | 10,56 | – | 133 064 | 40,42 | 2 |  |  |
|                               | Lega per Salvini Premier                                | 20 547  | 6,24  | – | 133 064 | 40,42 | 2 |  |  |
|                               | Noi Moderati                                            | 3 985   | 1,21  | – | 133 064 | 40,42 | 2 |  |  |
|                               | Movimento 5 Stelle                                      | 103 808 | 31,54 | 1 | 103 808 | 31,54 | – |  |  |
|                               | Partito Democratico - Italia Democratica e Progressista | 44 886  | 13,64 | 1 | 60 941  | 18,51 | – |  |  |
|                               | Alleanza Verdi e Sinistra                               | 7 406   | 2,25  | – | 60 941  | 18,51 | – |  |  |
|                               | +Europa                                                 | 5 211   | 1,58  | – | 60 941  | 18,51 | – |  |  |
|                               | Impegno Civico – Centro Democratico                     | 3 438   | 1,04  | – | 60 941  | 18,51 | – |  |  |
|                               | Azione - Italia Viva                                    | 16 899  | 5,13  | – | 16 899  | 5,13  | – |  |  |
|                               | Italexit                                                | 6 997   | 2,13  | – | 6 997   | 2,13  | – |  |  |
|                               | Italia Sovrana e Popolare                               | 3 791   | 1,15  | – | 3 791   | 1,15  | – |  |  |
|                               | Unione Popolare                                         | 3 673   | 1,12  | – | 3 673   | 1,12  | – |  |  |
| Totale                        | Totale                                                  | 329 173 | 100   | 3 | 329 173 | 100   | 2 |  |  |
| Elettori                      | Elettori                                                | 684 331 |       |   |         |       |   |  |  |
|                               |                                                         |         |       |   |         |       |   |  |  |
| Data: 25 settembre 2022       |                                                         |         |       |   |         |       |   |  |  |
| Fonte: Ministero dell'interno |                                                         |         |       |   |         |       |   |  |  |

### Eletti

#### Eletti nei collegi uninominali
Eletti nella coalizione di centro-destra (FdI - Lega - FI - NM)
| Collegio uninominale | Eletto | Eletto                | Partito           |
| -------------------- | ------ | --------------------- | ----------------- |
| 1. Ragusa            |        | Antonino Minardo      | Lega              |
| 4. Siracusa          |        | Giovanni Luca Cannata | Fratelli d'Italia |

1. ↑  In data 18.04.2024 aderisce al gruppo misto-NI; in data 18.07.2025 aderisce al gruppo Forza Italia - PPE.

#### Eletti nella quota proporzionale
| Movimento 5 Stelle | Fratelli d'Italia | Partito Democratico-IDP |
| ------------------ | ----------------- | ----------------------- |
|                    |                   |                         |
| Filippo Scerra     | Eliana Longi      | Anthony Barbagallo      |